# Західний Донбас

Схема розташування вугленосних районів Донецького басейну:
1 — Петриківський, 2 — Новомосковський, 3 — Петропавлівський, 4 — Південно-Донбаський, 5 — Покровський, 6 — Донецько-Макіївський, 7 — Амвросієвський, 8 — Торезько-Сніжнянський; 9 — Центральний, 10 — Північно-західні окраїни Донбасу; 11 — Старобільська площа, 12 — Лисичанський; 13 — Алмазно-Мар'ївський; 14 — Селезнівський, 15 — Луганський, 16 — Краснодонський; 17 — Ореховський; 18 — Боково-Хрустальський; 19 — Должансько-Ровенецький; 20 — Міуський, 21 — Шахтинсько-Несвітаєвський; 22 — Задонський, 23 — Суліна-Садкінський; 24 — Гуково-Звєрєвський; 25 — Червонодонецький; 26 — Каменсько-Гундорівський; 27 — Білокалітвенський; 28 — Тадинський; 29 — Міллєровський; 30 — Цимлянський.

Західний Донбас — Частина українського регіону Донбасу в межах Дніпропетровської області, частина Донецького кам'яновугільного басейну. Західний Донбас був остаточно розвіданий в 1950—1960-х роках.
Найбільші центри добутку вугілля — столиця Західного Донбасу - Павлоград, Тернівка, Першотравенськ.
Всього працює 10 шахт. На території басейну виявлені близько 40 пластів з робочою потужністю 0,6-1,6 м, котрі залягають на глибині 400—1800 м. Вугілля в них високої якості, легко збагачуєтся.
В 1829 році імперський геолог Е. П. Ковалевський висунув здогадку що до продовження покладів кам'яного вугілля Донецького щита на захід. В 1833 році український геолог А. В. Іваницький вдосконалив гіпотезу Ковалевського.
З 1924 до початку Другої Світової війни радянські спеціалісти провели більш ретельне вивчення надр регіону. В 1949 році, було остаточно встановлено, що вугленосні пласти західної частини Донецького кряжа мають промислове значення. В 1951 Рада Міністрів СРСР прийняла постанову про початок детальної геологічної розвідки на заході Донецького басейну та про будівництво експериментальної шахти в Тернівці. В 1954 почалось будівництво селища Шахтарське (яке стало містом  Першотравенськ). В 1955 почалось будівництво шахти «Західно-Донбаська». В 1959 году були добуті перші тонни вугілля на зданій у тимчасову експлуатацію експериментальній шахті «Тернівська».